# Список сезонов «Наруто»
Премьера аниме-версии «Наруто» в Японии состоялась 3 октября 2002 года на телеканале TV Tokyo. Её режиссёром стал Хаято Датэ, а продюсерами выступили компании Studio Pierrot и TV Tokyo. Сюжет экранизации практически идентичен сюжету оригинального произведения. Первые 135 серий являются адаптацией первых 27 томов манги, тогда как остальные — филлеры, большое количество которых вызвало негативные отклики. Последняя, 220-я, серия была показана 8 февраля 2007 года.
Сиквелом стал сериал Naruto: Shippuuden (яп. ナルト 疾風伝 Наруто Сиппу:дэн, букв. «Наруто: Ураганные хроники»). Его сюжет продолжил экранизацию манги с 28-го тома и до конца. Показ сериала начался 15 февраля 2007 года на телеканале TV Tokyo. Серии выходили по четвергам в 19:30 (часовой пояс UTC+9).

## Сезоны

### Наруто
| № сезона | Дата выхода                      | Серии                                       | Экранизированные главы манги |
| --- | -------------------------------- | ------------------------------------------- | ---------------------------- |
| 1 | 3 октября 2002 — 2 апреля 2003   | 1 — 26 (всего — 26, из них филлеров — 1)    | 1 — 44                       |
| За несколько лет до начала основного действия аниме глава деревни Коноха, Четвёртый Хокагэ, ценой собственной жизни запечатывает гигантского Девятихвостого лиса в теле новорождённого мальчика, главного героя. Сирота Наруто Удзумаки после окончания Академии ниндзя попадает в команду № 7 опытного ниндзя Какаси Хатакэ вместе с Сакурой Харуно (которая ему нравится) и лучшим учеником выпуска Саскэ Утихой (поставившего перед собой цель убить старшего брата Итати, когда-то уничтожившего почти весь клан Утиха). В первой же серьёзной миссии они сталкиваются с опасными синоби — преступником Дзабудзой Момоти и Юки Хаку. После удачного окончания миссии Какаси выдвигает троих подопечных на участие в экзамене на звание тюнина, более высокой ступени в иерархии ниндзя. |                                  |                                             |                              |
| 2 | 2 апреля 2003 — 1 октября 2003   | 27 — 52 (всего — 26)                        | 45 — 90                      |
| Продолжение экзамена на звание тюнина. Во время испытания в лесу на команду № 7 нападает международный преступник Саннин Оротимару. Несмотря на это, руководство деревни решает не останавливать экзамен. Из-за большого числа прошедших в финальный этап проводится дополнительный раунд — бой между претендентами один на один. |                                  |                                             |                              |
| 3 | 8 октября 2003 — 7 апреля 2004   | 53 — 78 (всего — 26)                        | 91 — 135                     |
| Наруто знакомится с Дзирайей, одним из Легендарных Саннинов, и просит его стать своим учителем. Начинаются битвы финальной части экзамена. Во время поединка между Саскэ и Гаарой на Коноху внезапно нападают ниндзя деревень Песка и Звука, а на Третьего Хокагэ — Оротимару. |                                  |                                             |                              |
| 4 | 14 апреля 2004 — 13 октября 2004 | 79 — 104 (всего — 26, из них филлеров — 6)  | 136 — 180                    |
| Третий Хокагэ погибает от рук Оротимару, самому саннину удаётся скрыться. Ниндзя селений Песка и Звука также отступают. Дзирайе предлагают пост Пятого Хокагэ, однако он отказывается под предлогом, что есть более достойный кандидат — другой Саннин, Цунадэ. Вместе с Наруто он отправляется на её поиски, и та соглашается занять пост лидера деревни. |                                  |                                             |                              |
| 5 | 20 октября 2004 — 13 апреля 2005 | 105 — 130 (всего — 26, из них филлеров — 2) | 174 — 224                    |
| Саскэ, осознающий, насколько велика разница в способностях между ним и братом, которого стремится убить, отправляется к Оротимару, чтобы стать его учеником и познать новую силу. В погоню за ним отправляется команда из Конохи. |                                  |                                             |                              |
| 6 | 20 апреля 2005 — 19 октября 2005 | 131 — 156 (всего 26, из них филлеров — 21)  | 224 — 238                    |
| Миссия ниндзя Конохи по возвращению Саскэ проваливается. Наруто соглашается стать полноценным учеником Дзирайи и отправиться с ним в странствия на 3 года. |                                  |                                             |                              |
| 7 | 26 октября 2005 — 26 апреля 2006 | 157 — 182 (всего 26 — все филлеры)          | Нет                          |
| Многочисленные филлерные сюжеты. |                                  |                                             |                              |
| 8 | 3 мая 2006 — 2 ноября 2006       | 183 — 208 (всего 26 — все филлеры)          | Нет                          |
| Многочисленные филлерные сюжеты. |                                  |                                             |                              |
| 9 | 9 ноября 2006 — 8 февраля 2007   | 209 — 220 (всего 12 — все филлеры)          | Нет                          |
| Многочисленные филлерные сюжеты. Наруто вместе с Дзирайей покидают Коноху. |                                  |                                             |                              |

### Naruto: Shippuuden
См. также: Список серий «Naruto: Shippuuden» (сезоны 1-4), Список серий «Naruto: Shippuuden» (сезоны 5-8), Список серий «Naruto: Shippuuden» (сезоны 9-12) и Список серий «Наруто: Ураганные хроники» (сезоны 13-16), Список серий «Naruto: Shippuuden» (сезоны 17-20), Список серий «Naruto: Shippuuden» (сезоны 21-24)
| № сезона | Название (дата выхода)                                                                   | Серии                                                  | Экранизированные главы манги |
| --- | ---------------------------------------------------------------------------------------- | ------------------------------------------------------ | ---------------------------- |
| 1 | Спасение Кадзэкагэ (15 февраля 2007 — 25 октября 2007)                                   | 1 — 32 (всего 32)                                      | 245 — 281                    |
| Наруто возвращается в родное селение. Члены таинственной организации Акацуки, стремящиеся поймать всех людей, внутри которых заключены бидзю (существа с огромным количеством чакры), захватывают Гаару, лидера деревни Скрытого Песка. Ниндзя Конохи отправляются на подмогу. В жестоком бою Тиё и Сакура убивают Сасори, члена Акацуки. Тиё воскрешает Гаару ценой своей жизни. |                                                                                          |                                                        |                              |
| 2 | Долгожданная встреча (8 ноября 2007 — 3 апреля 2008)                                     | 33 — 53 (всего 21)                                     | 282 — 310                    |
| Команда № 7 в обновлённом составе (Наруто, Сакура и Сай под руководством Ямато) преследует шпиона Сасори, коим оказывается Кабуто, помощник Оротимару. В одном из убежищ злодея они встречают Саскэ, но схватить его не удаётся. |                                                                                          |                                                        |                              |
| 3 | История о двенадцати стражах-ниндзя (3 апреля 2008 — 14 августа, 2008)                   | 54 — 71 (всего 18, из них филлеров — 15)               | 311 — 318                    |
| Филлерный сюжет об элитной охране руководства страны — двенадцати стражах-ниндзя. |                                                                                          |                                                        |                              |
| 4 | Бессмертные опустошители — Хидан и Какудзу (21 августа 2008 — 11 декабря 2008)           | 72 — 88 (всего 17)                                     | 312 — 342                    |
| Наруто удаётся создать улучшенную версию своей самой мощной техники, Расэнгана. Ниндзя Конохи уничтожают двух членов Акацуки — Хидана и Какудзу. |                                                                                          |                                                        |                              |
| 5 | Трёххвостая Черепаха-монстр (18 декабря 2008 — 4 июня 2009)                              | 89 — 112 (всего 24, из них филлеров — 22)              | 342 — 347                    |
| Филлерный сюжет о поимке Трёххвостого бидзю. |                                                                                          |                                                        |                              |
| 6 | Предсказание учителя и месть (11 июня 2009 — 14 января 2010)                             | 113 — 143 (всего 31)                                   | 343 — 415, 239 — 244         |
| Саскэ побеждает Оротимару и заключает его душу в мире гэндзюцу. Дзирайя погибает в схватке с Пэйном, членом Акацуки. Саскэ убивает старшего брата, однако из слов лидера Акацуки, Тоби, узнаёт, что уничтожение его клана было поручено Итати руководством Конохи. Считая жителей деревни, скрытой в Листве, ответственными за смерть Итати, Саскэ собирает свою команду и объявляет, что намеревается стереть селение с лица земли. |                                                                                          |                                                        |                              |
| 7 | История Шестихвостого (21 января 2010 — 11 марта 2010)                                   | 144 — 151 (всего 8 — все филлеры)                      | Нет                          |
| Филлерный сюжет об Утакате, в чьём теле заключён Шестихвостый бидзю. |                                                                                          |                                                        |                              |
| 8 | Два спасителя (25 марта 2010 — 26 августа 2010)                                          | 152 — 175 (всего 24 — 2 филлера)                       | 404 — 450 + филлеры          |
| В Коноху приходят известия о гибели Дзирайи. Жаба-мудрец Фукасаку обучает Наруто сэндзюцу и Режиму Отшельника. Члены Акацуки Пэйн и Конан нападают на деревню, и Наруто встаёт на её защиту. |                                                                                          |                                                        |                              |
| 9 | Хроники Конохи (2 сентября 2010 — 27 января 2011)                                        | 176 — 196 (всего 20 — все филлеры)                     | 450, 451 + филлеры           |
| Экранизация манги вперемешку с филлерными сюжетами о детстве Наруто Удзумаки. |                                                                                          |                                                        |                              |
| 10 | Совет пяти Кагэ (10 февраля 2011 — 28 июля 2011)                                         | 197 — 221 (всего 25)                                   | 451 — 488                    |
| Для противодействия Акацуки великие страны созывают Совет пяти Кагэ. Акацуки нападают на Совет; Тоби объявляет Кагэ войну; Саскэ убивает Дандзо, после чего атакующие отступают. Саскэ пересаживает себе глаза Итати для получения Вечного Мангэкё Сярингана. |                                                                                          |                                                        |                              |
| 11 | Морские приключения (28 июля 2011 — 29 декабря 2011)                                     | 222 — 242 (всего 21, из них филлеров — 20)             | 489 — 491 + филлеры          |
| Кагэ принимают решение эвакуировать двух оставшихся дзинтюрики, Наруто и Киллера Би, на остров в стране Молний. Филлерные серии о путешествиях Наруто и его команды в страну Молний. |                                                                                          |                                                        |                              |
| 12 | Приручение Девятихвостого и судьбоносные встречи (5 января 2012 — 16 августа 2012)       | 243 — 275 (всего 33, из них филлеров — 1, флэшбеков 4) | 491 — 536 + филлер           |
| Наруто прибывает на остров и знакомится с Киллером Би, который начинает обучать его контролировать силу Девятихвостого. Во время сражения с Девятихвостым Наруто встречает свою мать Кусину Удзумаки, которая помогает победить демона-лиса и рассказывает ему о нападении Девятихвостого на Коноху 16 лет назад, за которым стоял Тоби. Прощаясь с матерью, Наруто испытывает свой новые способности и с помощью одной из них, чувствовать эмоций людей, обнаруживает Кисамэ, который, отправив информацию о дзинтюрики Акацуки, совершает самоубийство, чтобы не попасть в руки врагам. Тоби отправляется в Деревню Дождя, где убивает Конан и забирает риннэган Нагато. Кабуто отправляется на остров, где проводит быструю операцию, в результате которой захватывает Ямато и доставляет его в логово Акацуки с целью использовать для увеличения армии Дзэцу, ранее созданной Тоби. Альянс пяти стран синоби создаёт Объединённую армию. Кабуто с помощью техники «вселенского воскрешения» вызывает с того света всех дзинтюрики, бывших кагэ, отличившихся ниндзя, а также близких и родных, при этом у них остается при себе их разум и душа, но они не могут управлять своим телом. |                                                                                          |                                                        |                              |
| 13 | Четвертая Мировая война Синоби — Семь синоби-мечников (23 августа 2012 — 10 января 2013) | 276 — 295 (всего 20, из них филлеров — 15)             | 536 — 544 + филлеры          |
| В армии Союзных Сил начинается конфликт: несмотря на единство всех людей перед лицом опасности, у них остается давняя неприязнь друг к другу. Гаара произносит пламенную речь ради объединения синоби. Отряд Канкуро встречается с диверсионным отрядом (奇襲陽動小隊Кисю: Сёдо: Сё: тай) Акацуки, в состав которого входят Дэйдара, Сасори и другие умершие синоби. Анко Митараси побеждена и схвачена Кабуто. Отряд Канкуро побеждает Сасори и Сина, а Дэйдару захватывают в плен. Наруто догадывается, что от него что-то скрывают, и сбегает с тренировок. Киллер Би даёт Ируке обещание, что будет защищать Наруто до конца, и отправляется вслед за ним. Вместе они пробивают барьер и покидают остров. 4-й Райкагэ и Цунадэ выдвигаются навстречу, чтобы остановить их. Райкагэ понимает, что Наруто сможет решить исход войны, и отпускает его на поле боя. Тем временем Тоби модифицировал тела бывших дзинтюрики. Теперь они новые 6 Путей Пэйна, с теми же глазами, что и у Тоби. Полк Какаси вступает в бой с ниндзя, в числе которых состоят Гари, Пакура, Хаку и Дзабудза. В самом разгаре боя с помощью Эдо Тэнсэй призываются бывшие члены 7-и синоби-мечников Тумана. Несколько филлерных сюжетов с воскрешёнными мечниками Тумана. Шесть последних филлерных серий вышли в честь выпуска пятисот эпизодов «Наруто» под общим названием «Сила» (力 — тикара). |                                                                                          |                                                        |                              |
| 14 | Четвёртая Мировая Война Синоби — Враги из загробного мира (17 января 2013 — 4 июля 2013) | 296 — 320 (всего 24, из них филлеров — 17)             | 544 — 557 + филлеры          |
| Сакура и Сидзунэ проводят вскрытие Дзэцу и понимают, его ДНК идентично ДНК Первого Хокагэ и Ямато. А тем временем воскресшие Кагэ наступают на отряд Гаары. Гаара побеждает 4-го Кадзэкагэ — своего отца, способного управлять золотым песком. Итати и Нагато встречают Наруто и Би. Эдо Тэнсэй вынуждает Итати и Нагато вступить в бой против их воли, но Итати в ходе битве удается прервать действие Эдо Тэнсэй с помощью сильнейшего гэндзюцу — Кото Амацуками, который мог использовать только Сисуи Утиха. В последний момент Итати спас Наруто и Би, после чего совместными усилиями Нагато был запечатан. Итати решает самостоятельно противостоять Эдо Тэнсэй, а Наруто и Би поручает разобраться с Тоби. Воскресшие Кагэ начинают атаковать отряд. Клон Наруто прибывает на поле боя. Гаара с помощью Наруто запечатывает Му. Гаара и Цутикагэ помогают отряду запечатать Мидзукагэ. Наруто идет на помощь в бою против Райкагэ. Несколько филлерных сюжетов с воскрешёнными синоби. |                                                                                          |                                                        |                              |
| 15 | Четвёртая Мировая Война Синоби — Саскэ и Итати (18 июля 2013 — 30 января 2014)           | 321 — 348                                              | 558 — 607                    |
| Клоны Наруто успешно прибывают во все ключевые места сражений, преимущество в войне перешло к Альянсу. В это время рядом с 4-й Дивизией клон 2-го Цутикагэ Му призывает гроб, из которого выходит новый враг — истинный Мадара Утиха, который также был воскрешён. Мадара начинает сражение с союзной армией синоби и с лёгкостью побеждает множество противников. Пятеро Кагэ наконец собираются вместе на поле боя для отпора настоящему Мадаре. Наруто и Киллер Би встречают Тоби и его 6 Путей, которые представляют собой дзинтюрики. Саскэ, испробовав Вечный Мангэкё Сяринган на Белом Дзэцу, сбегает из убежища. Дзинтюрики становятся всё сильнее, переходя один за другим в режим Бидзю. На помощь к Наруто и Би приходят Гай и Какаси. Наруто и Курама объединяются, и Удзумаки полностью перевоплощается в Бидзю. Наруто находит все стержни, но Бидзю создают огромную Бомбу Хвостатых, однако Наруто удается её отразить той же атакой. Теперь остался только Тоби — все Бидзю были снова помещены внутрь Гэдо Мадзо. Тем временем Саскэ, заметив воскрешённого Итати, начинает следовать за ним и затевает разговор. Они добираются до логова Кабуто. Итати намеревается заставить Кабуто остановить Эдо Тэнсэй, но тот говорит, что у этой техники нет слабых мест. Итати использует на Кабуто технику, схожую с Идзанаги — Идзанами, и с помощью неё побеждает его. Эдо Тэнсэй прервано. Все души возвращаются в иной мир, кроме Мадары, которому удаётся разрушить контракт с призывающим. Суйгэцу и Дзюго находят Саскэ и передают ему свиток. Саскэ освобождает Проклятую Метку Анко и воскрешает Оротимару. Тоби начинает подготовку к воскрешению Десятихвостого. В ходе битвы Наруто и его команде с трудом удается разбить маску Тоби и увидеть его личность — Обито Утиха. Рядом с ним внезапно появляется его напарник — Мадара Утиха. |                                                                                          |                                                        |                              |
| 16 | Какаси АНБУ ~Синоби, что живёт во тьме~ (6 февраля 2014 — 8 мая 2014)                    | 349 — 361 (всего 13, все филлеры)                      | 607 (частично) + филлеры     |
| Эпизоды повествуют о жизни Какаси Хатакэ после смерти Рин, а также его пребывание в качестве АНБУ. Серии в основном описывают события прошлого, такие, как эксперименты Оротимару по возвращению Древесного Стиля (единственный выживший — Киноэ (Ямато)), нападение Девятихвостого на Коноху, а также несостоявшийся государственный переворот Утиха, повлёкший за собой уничтожение самого клана её же членом — Итати Утиха. |                                                                                          |                                                        |                              |
| 17 | Четвёртая Мировая Война Синоби — Возвращение Команды № 7 (15 мая 2014 — 14 августа 2014) | 362 — 372 (всего — 11)                                 | 607 — 632                    |
| Мадара решает сам захватить оставшихся хвостатых. Гюки и Наруто, объединив свои усилия, создают Шар бидзю, чтобы уничтожить Гэдо Мадзо. Но это не помогает: появляется Дзюби. Курама и Гюки атакуют Десятихвостого бомбами, но тот уничтожает их ещё на подлёте. Наруто и все его союзники крайне истощены, их Хвостатым тоже требуется отдых; Обито решает покончить с ними. Вторая атака Десятихвостого прошла мимо — над разумом Обито на короткое время взяла верх Ино Яманака. Все оставшиеся в живых синоби прибывают на последнюю битву. Командный центр координирует их действия. Используя силу Курамы, альянс начинает теснить Десятихвостого. В итоге Мадара и Обито теряют над ним контроль. Саскэ, Оротимару, Суйгэцу и Дзюго прибывают в Коноху. Оротимару с помощью маски Синигами освобождает души всех хокагэ и воскрешает их. Саскэ интересна правда о своём клане Утиха и брате Итати, а также значение деревни и её синоби. Хокагэ по очереди отвечают Саскэ на его вопросы. Хасирама рассказывает историю его знакомства с Мадарой. Решимость Хасирамы в достижении своей цели позволила кланам Утиха и Сэндзю объединиться. Хасирама и Мадара основывают деревню Скрытого Листа, их примеру следуют другие страны. Хасирама предлагает Мадаре стать Хокагэ, но в итоге сам становится им. Из-за враждебного настроя Тобирамы Мадара считает, что рано или поздно это уничтожит клан, и решает покинуть деревню. Задумавшись над рассказом Хасирамы, Саскэ приходит к выводу, что мир в Деревне Скрытого Листа — это то, за что боролись его брат и многие другие, отдавая жизни и даже вешая на себя ярлык предателя. Пока Наруто, сражаясь на поле боя, раздаёт чакру Альянсу синоби, Какаси и Обито перемещаются в другое измерение. Десятихвостый готовится к атаке. На поле боя появляются четверо Хокагэ, а за ними Саскэ.            |                                                                                          |                                                        |                              |
| 18 | Четвёртая Мировая Война Синоби — Обито Утиха (21 августа 2014 — 25 декабря 2014)         | 373 — 393 (всего 21, из них филлеры — 4)               | 632 — 662 + филлеры          |
| Наруто, Саскэ, Сакура и четверо Хокагэ вступают в битву с Десятихвостым. В сезоне есть четыре филлер-серии, вышедшие в честь некоторых событий: - две из них к выходу игры Naruto Shippuuden: Ultimate Ninja Storm Revolution; - остальные две — к выходу десятого фильма в кинотеатрах Японии. |                                                                                          |                                                        |                              |
| 19 | Прошлое Наруто ~чудо товарищей~ (8 января 2015 — 21 мая 2015)                            | 394 — 413 (всего — 20, все филлеры)                    | Нет                          |
| Сезон описывает события экзамена на Тюнина, прошедшего во время двухлетнего путешествия Наруто и Дзирайи. |                                                                                          |                                                        |                              |
| 20 | Вечное Цукуёми: Активация (28 мая 2015 — 24 сентября 2015)                               | 414 — 431 (всего 18, из них филлеры — 8)               | 663 — 677 + филлеры          |
| В сезоне есть две филлер-серии, вышедшие в честь выхода одиннадцатого фильма в кинотеатрах Японии. Под действием вечного цукуёми оказываются все люди на планете, кроме Наруто, Саскэ, Сакуры, Какаси, Обито и Мадары. В вечном цукуёми показывают то, о чём мечтает каждый. В конце сезона показаны мечты персонажей, не показанные или не раскрытые в основной манге: - Ямато (официальный лидер команды № 7 и уважаемый синоби) - Тэн-Тэн (она прославленный мастер холодного оружия, жив Нэдзи, сдержанные и стильные Ли и Майт Гай) - Киллер Би (совместные приключения всех дзинтюрики и их хвостатых зверей) - Карин (убийство синоби из Деревни Травы, вновь увидеть улыбку Саскэ) |                                                                                          |                                                        |                              |
| 21 | Хроники ниндзя Дзирайи ~Сказание о храбром Наруто~ (1 октября 2015 — 25 февраля 2016)    | 432 — 450 (всего — 19, все филлеры)                    | Нет                          |
| Цунадэ в мире Бесконечного Цукуёми читает роман — альтернативную историю от Дзирайи. Также показаны живые Дан (в качестве Хокагэ), Наваки и сам Дзирайя. |                                                                                          |                                                        |                              |
| 22 | Истинная история Итати ~Свет и тьма~ (3 марта 2016 — 28 апреля 2016)                     | 451 — 458 (всего 8, почти все флешбеки)                | 678 — 679                    |
| Экранизация лайт-новелл о жизни Итати Утихи. После боя с Кабуто Итати передал свои воспоминания Саскэ. Всё, что с ним происходило с детства: следы войны, рождение младшего брата, убийство клана, вступление в ряды Акацуки, его бой с Оротимару, роковая встреча с Наруто. Все мысли и чувства Итати переживает Саскэ. |                                                                                          |                                                        |                              |
| 23 | Кагуя Ооцуцуки (5 мая 2016 — 13 октября 2016)                                            | 459 — 479 (всего 20, из них филлеры — 5)               | 679 — 699                    |
| Саскэ и Наруто пытаются запечатать Кагую. Командная работа Саскэ и Наруто даёт возможность нанести удар благодаря отвлекающей тактике Наруто «извращённая техника соблазнения обратный гарем». После долгого боя товарищам удаётся запечатать Кагую. Саскэ объявляет о революции, начинает захватывать всех бидзю своим риннэганом и вызывает Наруто на бой в долине Завершения. - Флешбэк — история Кагуи Ооцуцуки (Мать Мудреца шести путей) - Флешбэк-история Хагоромо Ооцуцуки (Мудрец шести путей) и его сыновей Индры Ооцуцуки и Асуры Ооцуцуки. - Флешбэк-история: команда гэнинов № 7 (Наруто, Саскэ и Сакура) выбирают себе миссию ранга С. Их цель — узнать, что скрывает маска Какаси (лицо Какаси показывают). |                                                                                          |                                                        |                              |
| 24 | Кэккэй Гэнкай                                                                            | 480 — 500 (20, все филлеры)                            | нет                          |
| События спустя два года после окончания войны: - Филлерные сюжеты о детстве героев. - Филлерный сюжет о путешествии Саскэ. - Филлерный сюжет о миссии Сикамару. - Филлерные сюжеты о подготовке к свадьбе Наруто. |                                                                                          |                                                        |                              |

## Музыкальное сопровождение

### Наруто

#### Открывающие композиции
| № | Название               | Транскрипция/Перевод                                       | Исполнитель              | Серии     |
| - | ---------------------- | ---------------------------------------------------------- | ------------------------ | --------- |
| 1 | R★O★C★K★S              | Rocks                                                      | Hound Dog                | 1 — 25    |
| 2 | 遥か彼方               | Харука каната, «Далеко»                                    | Asian Kung-Fu Generation | 26 — 53   |
| 3 | 悲しみをやさしさに     | Канасими о ясасиса ни, «Превратить печаль в доброту»       | Little by Little         | 54 — 77   |
| 4 | GO!!!                  | Вперед!                                                    | Flow                     | 78 — 103  |
| 5 | 青春狂騷曲             | Сэйсюн кё: со: кёку, «Мелодия юности»                      | Sambomaster              | 104 — 128 |
| 6 | ノーボーイ・ノークライ | Но: бо: й но: курай (no boy no cry), «Мальчишки не плачут» | Stance Punks             | 129 — 153 |
| 7 | 波風サテライト         | Намикадзэ сатэрайто, «Разногласие друзей»                  | Snowkel                  | 154 — 178 |
| 8 | Remember               | Запомни                                                    | Flow                     | 179 — 202 |
| 9 | ユラユラ               | Юра Юра, «Дрожь»                                           | Hearts Grow              | 203 — 220 |

#### Закрывающие композиции
| №  | Название                       | Транскрипция/Перевод                                   | Исполнитель     | Серии     |
| -- | ------------------------------ | ------------------------------------------------------ | --------------- | --------- |
| 1  | Wind (ワインド)                | Вайндо, «Ветер»                                        | Акэбоси         | 1 — 25    |
| 2  | ハルモニア                     | Харумониа, «Гармония»                                  | Rythem          | 26 — 51   |
| 3  | ビバ★ロック~Japanese side~     | Биба★Рокку ~Japanese side~, «Вива★Рок ~Japanese side~» | Orange Range    | 52 — 64   |
| 4  | ALIVE                          | Живой                                                  | Raiko           | 65 — 77   |
| 5  | 今まで何度も                   | Има мадэ нандо мо, «Много раз до этого»                | The Massmissile | 78 — 89   |
| 6  | 流星                           | Рю: сэй, «Метеор»                                      | TiA             | 90 — 103  |
| 7  | マウンテン・ア・ゴーゴー・ツー | Маунтэн а го: го: цу:, «Mountain a Go Go Two»          | Captain Stridum | 104 — 115 |
| 8  | はじめて君としゃべった         | Хадзимэтэ кими то сябэтта, «Я впервые с тобой говорил» | GagagaSP        | 116 — 128 |
| 9  | 失くした言葉                   | Накусита котоба, «Забытые слова»                       | No Regret Life  | 129 — 141 |
| 10 | スピード                       | Супи: до, «Скорость»                                   | Analog Fish     | 142 — 153 |
| 11 | そばにいるから                 | Соба ни иру кара, «Потому что ты со мной»              | Amadori         | 154 — 165 |
| 12 | パレード                       | Парэ: до, «Парад»                                      | Chaba           | 166 — 178 |
| 13 | Yellow Moon                    | Жёлтая Луна                                            | Акэбоси         | 179 — 191 |
| 14 | ピノキオ                       | Пинокио, «Пиноккио»                                    | Ore Ska Band    | 192 — 202 |
| 15 | シナリオ                       | Синарио, «Сценарий»                                    | SABOTEN         | 203 — 220 |

### Naruto: Shippuuden

#### Открывающие композиции
| №  | Название                 | Транскрипция/Перевод                                            | Исполнитель              | Серии     |
| -- | ------------------------ | --------------------------------------------------------------- | ------------------------ | --------- |
| 1  | Hero’s Come Back!!       | «Возвращение героя!!»                                           | nobodyknows+             | 1 — 30    |
| 2  | Distance                 | «Расстояние»                                                    | Long Shot Party          | 31 — 53   |
| 3  | ブルーバード             | Бурy: ба:до (Blue Bird), «Синяя птица»                          | Ikimono-gakari           | 54 — 77   |
| 4  | Closer                   | «Ближе»                                                         | Joe Inoue                | 78 — 102  |
| 5  | 蛍の光                   | Хотару но хикари, «Мерцание светлячков»                         | Ikimono-gakari           | 103 — 128 |
| 6  | Sign                     | «Знак»                                                          | Flow                     | 129 — 153 |
| 7  | 透明だった世界           | То:мэй датта сэкай, «Мир, который был чист»                     | Мотохиро Хата            | 154 — 179 |
| 8  | Diver                    | «Дайвер»                                                        | Nico Touches the Walls   | 180 — 205 |
| 9  | Lovers                   | «Возлюбленные»                                                  | Seven Oops               | 206 — 230 |
| 10 | New Song                 | «Новая Песня»                                                   | Tacica                   | 231 — 256 |
| 11 | 突撃ロック               | Тоцугэки рокку, «Штурмовой рок»                                 | THE CRO-MAGNONS          | 257 — 281 |
| 12 | もしも                   | Мосимо, «Если»                                                  | Daisuke                  | 282 — 306 |
| 13 | ニワカ雨ニモ負ケズ       | Нивака амэ ни мо макэдзу, «Не поддаваясь даже внезапному дождю» | Nico Touches the Walls   | 307 — 332 |
| 14 | 月の大きさ               | Цуки но о:киса, «Величина луны»                                 | Nogizaka46               | 333 — 356 |
| 15 | 紅蓮                     | Гурэн, «Красный лотос»                                          | DOES                     | 357 — 379 |
| 16 | シルエット               | Сируэтто, «Силуэт»                                              | KANA-BOON                | 380 — 405 |
| 17 | 風                       | Кадзэ, «Ветер»                                                  | Yamazaru                 | 406 — 431 |
| 18 | LINE                     | «Линия»                                                         | Sukima switch            | 432 — 458 |
| 19 | ブラッドサーキュレーター | Бураддо са:кюрэ:та:, «Кровообращение»                           | Asian Kung-Fu Generation | 459 — 479 |
| 20 | カラノココロ             | Кара но кокоро, «Пустое сердце»                                 | Anly                     | 480 — 500 |

#### Закрывающие композиции
| №  | Название                             | Транскрипция/Перевод                                                                  | Исполнитель            | Серии     |
| -- | ------------------------------------ | ------------------------------------------------------------------------------------- | ---------------------- | --------- |
| 1  | 流れ星 ~Shooting Star~               | Нагарэбоси ~Shooting Star~, «Падающая звезда»                                         | Home Made Kazoku       | 1 — 18    |
| 2  | 道 ～to you all                      | Мити ~ to you all, «Путь ~ к вам всем»                                                | Alüto                  | 19 — 30   |
| 3  | キミモノガタリ                       | Кими моногатари, «Твоя история»                                                       | Little by Little       | 31 — 41   |
| 4  | 目覚めろ！野性                       | Мэдзамэро! Ясэй, «Проснись! Дикость»                                                  | Matchy with Question?  | 42 — 53   |
| 5  | 素直な虹                             | Сунао на нидзи, «Мягкая радуга»                                                       | SURFACE                | 54 — 63   |
| 6  | Broken Youth                         | «Сломанная молодость»                                                                 | Nico Touches the Walls | 64 — 77   |
| 7  | Long Kiss Good Bye                   | «Длинный прощальный поцелуй»                                                          | Halcali                | 78 — 90   |
| 8  | バッチコイ！！！                     | Баттикой!!!, «Танцуй!!!»                                                              | Dev Parade             | 91 — 102  |
| 9  | 深呼吸                               | Синкокю:, «Дыши глубже»                                                               | Super Beaver           | 103 — 115 |
| 10 | My Answer                            | «Мой ответ»                                                                           | Seamo                  | 116 — 128 |
| 11 | It Was You                           | «Это был ты»                                                                          | Kishidan               | 129 — 141 |
| 12 | For you                              | «Для тебя»                                                                            | AZU                    | 142 — 153 |
| 13 | 自転車                               | Дзитэнся, «Велосипед»                                                                 | Ore Ska Band           | 154 — 166 |
| 14 | うたかた花火                         | Утаката ханаби, Transient Fireworks                                                   | Supercell              | 167 — 179 |
| 15 | U Can Do It!                         | «Ты можешь это сделать!»                                                              | Domino                 | 180 — 192 |
| 16 | Orchestra of Midnight                | «Полуночный оркестр»                                                                  | Aqua Timez             | 193 — 205 |
| 17 | Freedom                              | «Свобода»                                                                             | Home Made Kazoku       | 206 — 218 |
| 18 | 欲望を叫べ!!!                        | Ёкубо о сакэбэ!!!                                                                     | OKAMOTO'S              | 219 — 230 |
| 19 | Place to Try!                        | «Место, чтобы попытаться!»                                                            | Totalfat               | 231 — 242 |
| 20 | バイマイサイド                       | Бай май сайдо, (By My Side)                                                           | Hemenway               | 243 — 256 |
| 21 | カスケード                           | Касукэ:до, (Cascade)                                                                  | UNLIMITS               | 257 — 268 |
| 22 | この声枯らして                       | Коно коэ караситэ, (Shout This Voice Dry)                                             | AISHA Featuring CHENON | 269 — 281 |
| 23 | マザー                               | Мадза:, «Мать»                                                                        | MUCC                   | 282 — 295 |
| 24 | さよならメモリー                     | Саёнара мэмори:, «Прощай, Воспоминание»                                               | Seven Oops             | 296 — 306 |
| 25 | I Can Hear                           | «Я могу услышать»                                                                     | DISH//                 | 307 — 319 |
| 26 | 夢を抱いて～はじまりのクリスロード～ | Юмэ о идаитэ ~ хадзимари но курисуро:до ~, «Охватывая твои Мечты ~Перекресток Начал~» | Rake                   | 320 — 332 |
| 27 | ブラックナイトタウン                 | Бураку найто таун, «Черный ночной город»                                              | Акихиса Кондо          | 333 — 343 |
| 28 | 虹                                   | Нидзи, «Радуга»                                                                       | Shinku Hollow          | 344 — 356 |
| 29 | Flame                                | «Пламя»                                                                               | DISH//                 | 357 — 366 |
| 30 | Never Change                         | «Никогда не изменить»                                                                 | Shun feat. Lyu:Lyu     | 367 — 379 |
| 31 | だめだめだ                           | Дамэ дамэ да, «Это совершенно не хорошо»                                              | Сиори Томита           | 380 — 393 |
| 32 | Spinning World                       | «Вращающийся мир»                                                                     | Diana Garnet           | 394 —405  |
| 33 | 言葉のいらない約束                   | Котоба но иранай якусоку, «Обещание, не нуждающееся в словах»                         | sana                   | 406 — 417 |
| 34 | 虹の空                               | Нидзи но сора, «Радужное небо»                                                        | FLOW                   | 418 — 431 |
| 35 | トラブルメイカー                     | Торабурумэйка:, «Нарушитель»                                                          | KANIKAPILA             | 432 — 443 |
| 36 | そんな君、こんな僕                   | Сонна кими, конна боку, «Такой ты, такой я»                                           | Thinking Dogs          | 444 — 454 |
| 37 | 青のララバイ                         | Ао но рарабай, «Синяя колыбельная»                                                    | Kuroneko Chelsea       | 455 — 466 |
| 38 | ピノとアメリ                         | Пино то амэри, «Пино и Амелия»                                                        | Huwie Ishizaki         | 467 — 477 |

## Релиз DVD дисков в Японии
| Наруто   | Наруто      | Наруто        | Наруто  |
| Часть    | Дата выхода | Кол-во дисков | Серии   |
| -------- | ----------- | ------------- | ------- |
| 2003 год |             |               |         |
| Часть 1  | 1 января    | 1             | 1       |
| Часть 2  | 5 февраля   | 1             | 2-4     |
| Часть 3  | 5 марта     | 1             | 5-7     |
| Часть 4  | 9 апреля    | 1             | 8-10    |
| Часть 5  | 2 мая       | 1             | 11-13   |
| Часть 6  | 4 июня      | 1             | 14-16   |
| Часть 7  | 7 июля      | 1             | 17-19   |
| Часть 8  | 6 августа   | 1             | 20-22   |
| Часть 9  | 10 сентября | 1             | 23-25   |
| Часть 10 | 1 октября   | 1             | 26-29   |
| Часть 11 | 6 ноября    | 1             | 30-32   |
| Часть 12 | 3 декабря   | 1             | 33-35   |
| 2004 год |             |               |         |
| Часть 1  | 1 января    | 1             | 36-39   |
| Часть 2  | 4 февраля   | 1             | 40-43   |
| Часть 3  | 10 марта    | 1             | 44-47   |
| Часть 4  | 7 апреля    | 1             | 48-51   |
| Часть 5  | 7 мая       | 1             | 52-55   |
| Часть 6  | 2 июня      | 1             | 56-59   |
| Часть 7  | 7 июля      | 1             | 60-63   |
| Часть 8  | 4 августа   | 1             | 64-67   |
| Часть 9  | 1 сентября  | 1             | 68-71   |
| Часть 10 | 6 октября   | 1             | 72-75   |
| Часть 11 | 10 ноября   | 1             | 76-79   |
| Часть 12 | 1 декабря   | 1             | 80-83   |
| 2005 год |             |               |         |
| Часть 1  | 1 января    | 1             | 84-87   |
| Часть 2  | 2 февраля   | 1             | 88-91   |
| Часть 3  | 2 марта     | 1             | 92-95   |
| Часть 4  | 6 апреля    | 1             | 96-99   |
| Часть 5  | 11 мая      | 1             | 100-103 |
| Часть 6  | 1 июня      | 1             | 104-107 |
| Часть 7  | 6 июля      | 1             | 108-111 |
| Часть 8  | 3 августа   | 1             | 112-115 |
| Часть 9  | 7 сентября  | 1             | 116-119 |
| Часть 10 | 5 октября   | 1             | 120-123 |
| Часть 11 | 2 ноября    | 1             | 124-127 |
| Часть 12 | 7 декабря   | 1             | 128-131 |
| 2006 год |             |               |         |
| Часть 1  | 1 января    | 1             | 132-135 |
| Часть 2  | 1 февраля   | 1             | 136-139 |
| Часть 3  | 1 марта     | 1             | 140-143 |
| Часть 4  | 5 апреля    | 1             | 144-147 |
| Часть 5  | 12 мая      | 1             | 148-151 |
| Часть 6  | 7 июня      | 1             | 152-155 |
| Часть 7  | 7 июля      | 1             | 156-159 |
| Часть 8  | 2 августа   | 1             | 160-163 |
| Часть 9  | 6 сентября  | 1             | 164-167 |
| Часть 10 | 4 октября   | 1             | 168-171 |
| Часть 11 | 1 ноября    | 1             | 172-175 |
| Часть 12 | 6 декабря   | 1             | 176-179 |
| 2007 год |             |               |         |
| Часть 1  | 1 января    | 1             | 180-183 |
| Часть 2  | 7 февраля   | 1             | 184-187 |
| Часть 3  | 7 марта     | 1             | 188-191 |
| Часть 4  | 4 апреля    | 1             | 192-195 |
| Часть 5  | 2 мая       | 1             | 196-199 |
| Часть 6  | 2 мая       | 1             | 200-203 |
| Часть 7  | 6 июня      | 1             | 204-207 |
| Часть 8  | 6 июня      | 1             | 208-211 |
| Часть 9  | 4 июля      | 1             | 212-215 |
| Часть 10 | 4 июля      | 1             | 216-220 |

| Naruto: Shippuuden | Naruto: Shippuuden | Naruto: Shippuuden | Naruto: Shippuuden |
| Часть | Дата выхода        | Кол-во дисков      | Серии              |
| --- | ------------------ | ------------------ | ------------------ |
| Спасение Кадзэкагэ (яп. 風影奪還 Кадзэкагэ Даккан)                                                                                     |                    |                    |                    |
| Часть 1 | 1 августа 2007     | 1                  | 1-4                |
| Часть 2 | 5 сентября 2007    | 1                  | 5-8                |
| Часть 3 | 3 октября 2007     | 1                  | 9-12               |
| Часть 4 | 7 ноября 2007      | 1                  | 13-16              |
| Часть 5 | 5 декабря 2007     | 1                  | 17-20              |
| Часть 6 | 1 января 2008      | 1                  | 21-24              |
| Часть 7 | 6 февраля 2008     | 1                  | 25-28              |
| Часть 8 | 5 марта 2008       | 1                  | 29-32              |
| Долгожданная встреча (яп. 遥かなる再会 Харуканару Сайкай)                                                                              |                    |                    |                    |
| Часть 1 | 2 апреля 2008      | 1                  | 33-36              |
| Часть 2 | 9 мая 2008         | 1                  | 37-40              |
| Часть 3 | 4 июня 2008        | 1                  | 41-44              |
| Часть 4 | 2 июля 2008        | 1                  | 45-48              |
| Часть 5 | 5 августа 2008     | 1                  | 49-53              |
| Двенадцать стражей-ниндзя (яп. 守護忍十二士 Сюгонин Дзю:ниси)                                                                          |                    |                    |                    |
| Часть 1 | 3 сентября 2008    | 1                  | 54-57              |
| Часть 2 | 1 октября 2008     | 1                  | 58-61              |
| Часть 3 | 5 ноября 2008      | 1                  | 62-66              |
| Часть 4 | 3 декабря 2008     | 1                  | 67-71              |
| Бессмертные опустошители — Хидан и Какудзу (яп. 不死の破壊者、飛段・角都 Фуси но Хакайся Хидан · Какудзу)                              |                    |                    |                    |
| Часть 1 | 14 января 2009     | 1                  | 72-75              |
| Часть 2 | 4 февраля 2009     | 1                  | 76-79              |
| Часть 3 | 4 марта 2009       | 1                  | 80-83              |
| Часть 4 | 13 мая 2009        | 1                  | 84-88              |
| Трёххвостая Черепаха-монстр (яп. 三尾出現 Самби Сюцугэн)                                                                               |                    |                    |                    |
| Часть 1 | 3 июня 2009        | 1                  | 89-92              |
| Часть 2 | 2 июля 2009        | 1                  | 93-96              |
| Часть 3 | 5 августа 2009     | 1                  | 97-100             |
| Часть 4 | 2 сентября 2009    | 1                  | 101—104            |
| Часть 5 | 7 октября 2009     | 1                  | 105—108            |
| Часть 6 | 4 ноября 2009      | 1                  | 109—112            |
| Хроники Какаси: Жизнь мальчика на поле боя! (яп. カカシ外伝～戦場のボーイズライフ～ Какаси Гайдэн ~ Сэндзё: но бо:идзурайфу ~ Дзэмпэн) |                    |                    |                    |
| Часть 1 | 16 декабря 2009    | 1                  | 119—120            |
| Предсказание учителя и месть (яп. 師の予言と復讐 Си но Ёгэн то Фукусю:)                                                                |                    |                    |                    |
| Часть 1 | 13 января 2010     | 1                  | 113-116            |
| Часть 2 | 3 февраля 2010     | 1                  | 117-118, 121-122   |
| Часть 3 | 3 марта 2010       | 1                  | 123-126            |
| Часть 4 | 7 апреля 2010      | 1                  | 127-130            |
| Часть 5 | 12 мая 2010        | 1                  | 131-134            |
| Часть 6 | 2 июня 2010        | 1                  | 135-138            |
| Часть 7 | 7 июля 2010        | 1                  | 139-143            |
| История Шестихвостого (яп. 六尾発動 Рокуби Хацудо:)                                                                                    |                    |                    |                    |
| Часть 1 | 4 августа 2010     | 1                  | 144-147            |
| Часть 2 | 1 сентября 2010    | 1                  | 148-151            |
| Два спасителя (яп. 二人の救世主 Футари но Кю:сэйсю)                                                                                    |                    |                    |                    |
| Часть 1 | 6 октября 2010     | 1                  | 152-155            |
| Часть 2 | 3 ноября 2010      | 1                  | 156-159            |
| Часть 3 | 1 декабря 2010     | 1                  | 160-163            |
| Часть 4 | 12 января 2011     | 1                  | 164-167            |
| Часть 5 | 2 февраля 2011     | 1                  | 168-169, 172—173   |
| Часть 6 | 2 марта 2011       | 1                  | 170-171, 174—175   |
| Арка прошлого. Место действия — Коноха (яп. 過去篇～木ノ葉の軌跡～ Како Хэн ~Коноха но Кисэки~)                                        |                    |                    |                    |
| Часть 1 | 6 апреля 2011      | 1                  | 176-179            |
| Часть 2 | 11 мая 2011        | 1                  | 180-183            |
| Часть 3 | 1 июня 2011        | 1                  | 184-186, 189       |
| Часть 4 | 6 июля 2011        | 1                  | 190-193            |
| Часть 5 | 3 августа 2011     | 1                  | 194-196, 187—188   |
| Совет Пяти Кагэ (яп. 五影集結の章 Гокагэ сюкэцу но Сё:)                                                                                |                    |                    |                    |
| Часть 1 | 7 сентября 2011    | 1                  | 197-200            |
| Часть 2 | 5 октября 2011     | 1                  | 201-204            |
| Часть 3 | 2 ноября 2011      | 1                  | 205-208            |
| Часть 4 | 7 декабря 2011     | 1                  | 209-212            |
| Часть 5 | 11 января 2012     | 1                  | 213-216            |
| Часть 6 | 1 февраля 2012     | 1                  | 217-221            |
| Райская жизнь на борту (яп. 船上のパラダイスライフ Сэндзё но Парадайсу Райфу)                                                          |                    |                    |                    |
| Часть 1 | 7 марта 2012       | 1                  | 222-225            |
| Часть 2 | 4 апреля 2012      | 1                  | 226-229            |
| Часть 3 | 2 мая 2012         | 1                  | 230-233            |
| Часть 4 | 6 июня 2012        | 1                  | 234-237            |
| Часть 5 | 4 июля 2012        | 1                  | 238-242            |
| Спецвыпуск — Рождение Наруто (яп. 特別編 ～ナルト誕生～ Токубэцу-хэн ~Наруто Тандзё~)                                                  |                    |                    |                    |
| Часть 1 | 1 августа 2012     | 1                  | 248-249            |
| Спецвыпуск — Судьба двух человек (яп. 特別編 ～宿命の二人～ Токубэцу-хэн ~Сукумэй но Футари~)                                          |                    |                    |                    |
| Часть 1 | 5 сентября 2012    | 1                  | 257-260            |
| Приручение Девятихвостого и судьбоносные встречи (яп. 九尾掌握と因果なる邂逅の章 Кю:би Сёаку то Инганару Кайго: но Сё:)                |                    |                    |                    |
| Часть 1 | 3 октября 2012     | 1                  | 243-247            |
| Часть 2 | 7 ноября 2012      | 1                  | 250-253            |
| Часть 3 | 5 декабря 2012     | 1                  | 254-256, 261       |
| Часть 4 | 9 января 2013      | 1                  | 262-265            |
| Часть 5 | 6 февраля 2013     | 1                  | 266-270            |
| Часть 6 | 6 марта 2013       | 1                  | 271-275            |
| Семь синоби-мечников (яп. 忍刀七人衆の章 Синобигатана Ситининсю но Сё:)                                                                |                    |                    |                    |
| Часть 1 | 3 апреля 2013      | 1                  | 276-280            |
| Часть 2 | 7 мая 2013         | 1                  | 281-284            |
| Часть 3 | 5 июня 2013        | 1                  | 285-289            |
| Спецвыпуск – Сила (яп. 特別編 【力-Chikara】 Токубэцу-хэн [Тикара])                                                                    |                    |                    |                    |
| Часть 1 (Black) | 3 июля 2013        | 1                  | 290-292            |
| Часть 2 (White) | 7 августа 2013     | 1                  | 293-295            |
| Четвертая Великая Война Синоби — Враги из загробного мира (яп. 忍界大戦•彼方からの攻撃者 Нинкай Тайсэн: Каната Кара но Ко:гэкися)      |                    |                    |                    |
| Часть 1 | 4 сентября 2013    | 1                  | 296-299            |
| Часть 2 | 2 октября 2013     | 1                  | 300-303            |
| Часть 3 | 6 ноября 2013      | 1                  | 304-307            |
| Часть 4 | 4 декабря 2013     | 1                  | 308-311            |
| Часть 5 | 8 января 2014      | 1                  | 312-315            |
| Часть 6 | 5 февраля 2014     | 1                  | 316-320            |
| Четвертая Великая Война Синоби — Саскэ и Итати (яп. 忍界大戦･サスケとイタチ Нинкай Тайсэн: Саскэ то Итати)                             |                    |                    |                    |
| Часть 1 | 3 марта 2014       | 1                  | 321-324            |
| Часть 2 | 7 апреля 2014      | 1                  | 325-328            |
| Часть 3 | 5 мая 2014         | 1                  | 329-332            |
| Часть 4 | 2 июля 2014        | 1                  | 333-336            |
| Часть 5 | 2 июля 2014        | 1                  | 337-340            |
| Часть 6 | 6 августа 2014     | 1                  | 341-344            |
| Часть 7 | 3 сентября 2014    | 1                  | 345-348            |
| АНБУ Какаси ~Синоби, что живёт во тьме~ (яп. カカシ暗部篇 ～闇を生きる忍～ Какаси Анбу Хэн ～Ями о Икиру Нин～)                        |                    |                    |                    |
| Часть 1 | 1 октября 2014     | 1                  | 349-352            |
| Часть 2 | 5 ноября 2014      | 1                  | 353-356            |
| Часть 3 | 3 декабря 2014     | 1                  | 357-361            |
| Четвертая Великая Война Синоби — Возвращение Команды №7 (яп. 忍界大戦・第七班再び Нинкай Тайсэн: Дайнанахан Футатаби)                  |                    |                    |                    |
| Часть 1 | 7 января 2015      | 1                  | 362-365            |
| Часть 2 | 4 февраля 2015     | 1                  | 366-369            |
| Часть 3 | 4 марта 2015       | 1                  | 370-372, 376—377   |
| Четвертая Великая Война Синоби — Обито Утиха (яп. 忍界大戦・うちはオビト Нинкай Тайсэн: Утиха Обито)                                   |                    |                    |                    |
| Часть 1 | 1 апреля 2015      | 1                  | 373-375, 378       |
| Часть 2 | 13 мая 2015        | 1                  | 379-382            |
| Часть 3 | 3 июня 2015        | 1                  | 383-386            |
| Часть 4 | 1 июля 2015        | 1                  | 387-390            |
| Часть 5 | 5 августа 2015     | 1                  | 391-393            |
| Прошлое Наруто ~Чудо товарищей~ (яп. ナルトの背中～仲間軌跡～ Наруто но Сэнака ~Накама Кисэки~)                                        |                    |                    |                    |
| Часть 1 | 2 сентября 2015    | 1                  | 394-397            |
| Часть 2 | 7 октября 2015     | 1                  | 398-401            |
| Часть 3 | 4 ноября 2015      | 1                  | 402-405            |
| Часть 4 | 2 декабря 2015     | 1                  | 406-409            |
| Часть 5 | 6 января 2016      | 1                  | 410-413            |
| Вечное Цукуёми: Активация (яп. 無限月読・発動の章 Мугэн Цукуёми: Хацудо но Сё)                                                         |                    |                    |                    |
| Часть 1 | 3 февраля 2016     | 1                  | 414-417            |
| Часть 2 | 2 марта 2016       | 1                  | 418-421            |
| Часть 3 | 6 апреля 2016      | 1                  | 422-426            |
| Часть 4 | 11 мая 2016        | 1                  | 427-431            |
| Хроники ниндзя Дзирайи ~Сказание о храбром Наруто~ (яп. 自来也忍法帳～ナルト豪傑物語～ Дзирайя Нинпотё: ~Наруто го:кэцу моногатари~)   |                    |                    |                    |
| Часть 1 | 8 июня 2016        | 1                  | 432-435            |
| Часть 2 | 6 июля 2016        | 1                  | 436-439            |
| Часть 3 | 3 августа 2016     | 1                  | 440-443            |
| Часть 4 | 7 сентября 2016    | 1                  | 444-447            |
| Часть 5 | 5 октября 2016     | 1                  | 448-450            |
| Истинная история Итати – Свет и тьма (яп. イタチ真伝篇 〜光と闇〜 Итати Синден ~Хикари то ями~)                                        |                    |                    |                    |
| Часть 1 | 2 ноября 2016      | 1                  | 451-454            |
| Часть 2 | 7 декабря 2016     | 1                  | 455-458            |